# Tune-O-Matic

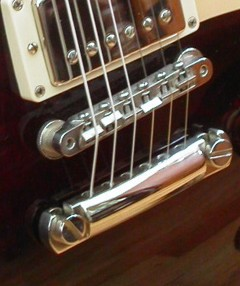
Typiskt Tune-o-matic-stall med ändstycke

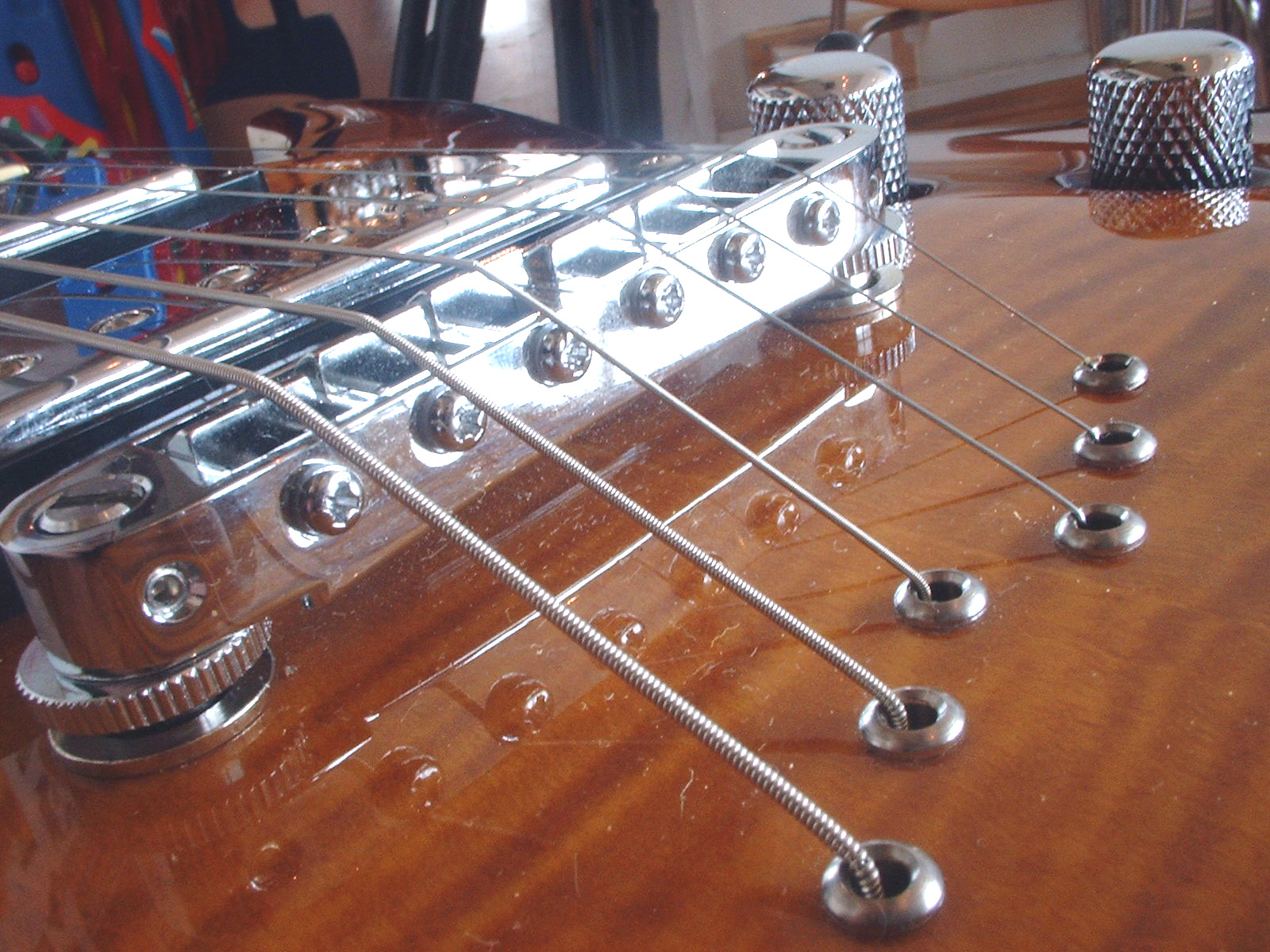
Tune-o-matic med genomdragna strängar utan ändstycke

Tune-o-matic (förkortas ibland TOM) är en typ av fast stall för elgitarrer designat av Ted McCarty på Gibson Guitar Corporation och introducerat på Gibson Les Paul 1954. Konstruktionen blev gradvis standard på alla Gibsonmodeller med fast stall utom på de allra billigaste modellerna. Idag finns Tune-o-matic-stall av flera olika fabrikat på gitarrer från flera olika tillverkare.

## Funktion
Gitarrsträngar är inte idealiska för att generera ljud. Generellt sett minskar strängens effektiva längd (den del av strängen som faktiskt frambringar ljud) ju tjockare strängen är. Detta kompenserar man för på olika sätt genom det sätt man fäster strängen i gitarren. Många gitarrer med fast stall har till exempel stallet monterat med en liten vinkel så att de tjockare strängarna kan göras lite längre än de tunnare. Tune-o-matic-stallen bygger vidare på detta förfarande och tillåter individuell finjustering av stränglängd inom vissa gränser.
Det vanligaste sättet att avgöra om en sträng är korrekt justerad är att jämföra strängens ton vid det tolfte bandet med flageoletten (den harmoniska tonen) vid samma band. De två bör vara så lika som möjligt.

## Konstruktion
Tune-o-matic-stall består av en tvärstång med sex justerbara "sadlar", en för varje sträng. Notera att nomenklaturen kan vara lite förvirrande här. Sadeln på en gitarr sitter ju längst upp på halsen närmast huvudet men i det här fallet har vi sadlar även i stallet. Tvärstången sitter monterad med två ställskruvar så att dess höjd över gitarrkroppen kan justeras i var ände.
Den justerbara sadeln utgör strängens ena fasta ände (den andra finns vid sadeln i övre änden av halsen) och kan med hjälp av en liten ställskruv flyttas i strängens längdriktning vilket ändrar strängens svängande längd och därmed intonationen.
Efter att strängen löpt över Tune-o-matic-sadlarna går den vidare till sitt fäste. Vissa gitarrer har ett ändstycke (stopbar) för att fästa strängarna i, andra modeller har genomdragna strängar, dvs strängarna löper genom hål i gitarrkroppen och fästs på gitarrens baksida.
Tune-o-matic-stallet är lite svängt för att passa greppbrädans radie. En standard Gibson Tune-o-matic har till exempel en radie på tolv tum.

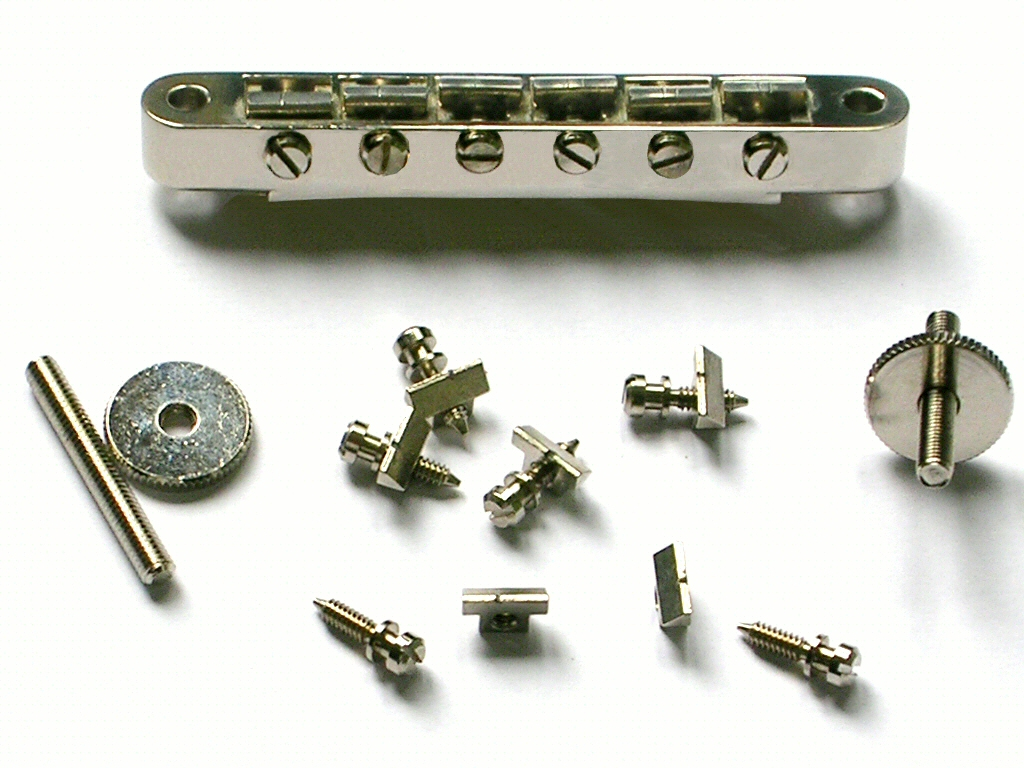
Isärtagen Tune-o-matic

Eftersom stallet är vändbart krävs att man är lite försiktig då man hanterar gitarren vid strängbyte. Skulle stallet falla av är det viktigt att man sätter tillbaka det på samma sätt som det satt innan, annars måste varje sträng justeras om helt.

## Skötsel och underhåll
Liksom de flesta andra stall slits strängspåren i tune-o-matic-stall med tiden, och speciellt spåren för strängarna E, G och B är utsatta. Slitaget består i att strängen skär sig ned i sadelmaterialet vilket kan skapa skarpa kanter och ett för trångt spår så att strängarna slits och eventuellt brister. Man bör därför kontrollera strängspåren vid varje strängbyte och vid behov (men inte annars) fila eller slipa försiktigt i spåren för att vidga dem lite och runda av skarpa kanter. Vid stort slitage kan det bli nödvändigt att byta ut sadeln helt.

## Stavning
Det finns inget "riktigt" sätt att skriva tune-o-matic. I stort sett alla varianter finns använda: tune-o-matic, Tune-o-matic, Tune-o-Matic och Tune-O-Matic förekommer allesammans.

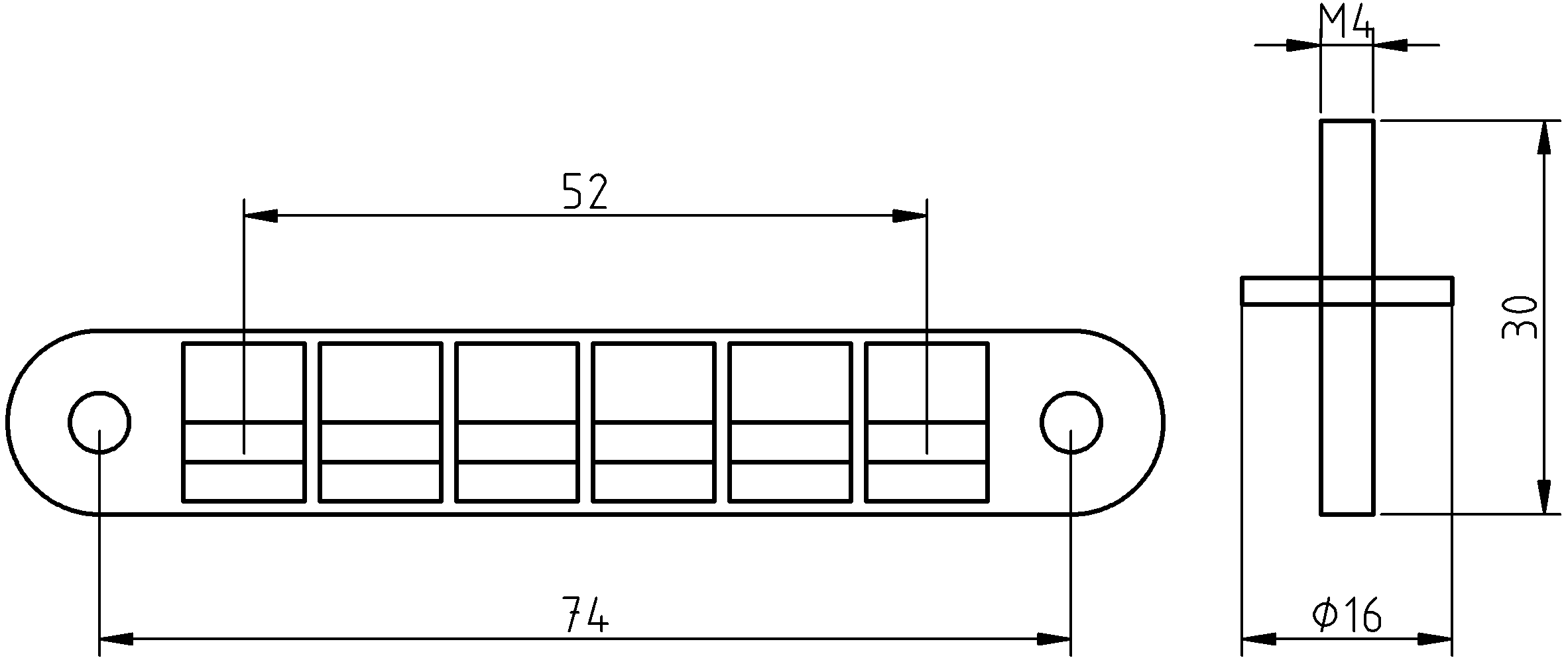
Typiska Tune-o-matic-mått